# Roccaraso
Roccaraso település Olaszországban, Abruzzo régióban, L’Aquila megyében. Lakosainak száma 1486 fő (2023. január 1.). Roccaraso Ateleta, Barrea, Castel di Sangro, Pescocostanzo, Rivisondoli, Scontrone és San Pietro Avellana községekkel határos.

## Népesség
A település lakossága az elmúlt években az alábbi módon változott:
| Lakosok száma | 1628 | 1702 | 1486 |
|               | 2017 | 2018 | 2023 |